# Château Clerc Milon
Château Clerc Milon is een wijngoed bestaande uit 247 verschillende percelen in Frankrijk. Het ligt in de Bordeaux in de gemeente Pauillac, direct aan de grens met Saint-Estèphe. Het ligt tussen twee andere beroemde Châteaux: Château Mouton-Rothschild en Château Lafite Rothschild in het gehucht Mousset. De wijngaarden liggen in de buurt van de grote olieraffinaderij van Pauillac.
Clerc Milon is geen echt château maar meer een verzameling kleine huisjes en keldertjes.
De wijn van dit château is geclassificeerd als Cinquième Grand Cru Classé volgens het classificatiesysteem voor Bordeauxwijn van 1855. Het wijngoed - een van de kleinere in de Bordeaux - omvat 45 hectare en er wordt - sinds 2007 - ongeveer 50% Cabernet Sauvignon, 37% Merlot, 10% Cabernet Franc, 2% Petit Verdot en 1 % Carménère verbouwd. Sinds 2009 is het tweede château, “Pastourelle de Clerc Milon”.
Een goede Clerc Milon is sterk, evenwichtig, kleurig en fleurig. Een rijpe Clerc Milon is vooral herkenbaar aan een vage verwantschap met Mouton-Rothschild en heeft een vruchtrijke (zwarte bessen), lang nahangende smaak en een diepe kleur.

## Geschiedenis
In de 19e eeuw waren er in de Bordeaux streek enorm veel kleine wijngaarden. Een van die kleine wijngaarden was eigendom van M. Mandavy, het latere Château Duhart Milon. Vlak naast deze wijngaard bevond zich een andere kleine wijngaard, die van Jean-Baptiste Clerc. Zijn familie had het landgoed in het revolutiejaar 1789 verkregen. Ten tijde van de classificatie van 1855, nog voor zijn overlijden in 1863, verkocht Clerc een gedeelte van zijn landgoed aan de familie Lamena. Wat overbleef ging naar zijn weduwe. Het gedeelte dat de familie Lamena had gekocht werd op zijn beurt weer verkocht aan Jacques Mondon die de rechten wist te verkrijgen op de naam Clerc Milon en vanaf dat ogenblik heette het landgoed, Clerc Milon-Mondon. Na het overlijden van de weduwe Clerc in 1877 bleef door verdeling onder de erfgenamen van het oorspronkelijke landgoed slechts een klein gedeelte over dat door Jacques Mondon, notaris in Pauillac, werd opgekocht. Mondon begon de wijn te bottelen en te verkopen onder de naam Clerc Milon-Mondon.
Gedurende de jaren 60 van de 20e eeuw kwam het château met de daarbij behorende wijngaard in handen van Jacques Vialard, ook een notaris uit Pauillac. Na zijn dood kwam de wijngaard in handen van zijn twee zussen, Marie en Marquerite Vialard.
In 1970 kocht baron Philippe de Rothschild Clerc Milon voor een zeer schappelijke prijs. Het wijngoed verkeerde in niet al te beste staat, maar er werd uitvoerig in geïnvesteerd. Zowel de kelders als de wijngaard werden onder handen genomen.

## Renovatie en innovatie
Toen de baron Clerc Milon kocht was het slechts 16,5 ha groot en buiten Pauillac totaal onbekend. Momenteel heeft Clerc Milon 45 ha tot zijn beschikking. Tot de grote renovatie van 2007 bestond de beplanting uit 85 % cabernet sauvignon en cabernet franc en 15 % merlot plus nog wat petit verdot. Sinds 2007 bestaat de beplanting uit 50% cabernet sauvignon, 37% merlot, 10% cabernet franc, 2% petit verdot en 1 % carménère. Clerc Milon heeft een van grootste beplanting Carménère in de Bordeaux.
Het wijngoed Clerc Milon is de afgelopen jaren niet veel groter geworden, van 1980 tot en met 2021 is het slechts 15 ha gegroeid: van 30 naar 45 ha. Philippe de Rothschild S.A. koopt alleen van de kleine wijnboertjes als de prijs aantrekkelijk en redelijk is. Is dat niet het geval dan blijft Clerc Milon zo klein als dat het nu is. Na de introductie van een vatenopslag met zwaartekrachttoevoer in 2007, kreeg het château in 2011 een 3.600 vierkante meter grote opslag voor de roestvrijstalen gistkuipen bestaande uit een half ondergrondse vatenhal, een kelder en ontvangst- en proeflokalen.
Het château, een rechthoekig gebouw in de vorm van een tempel, is omgeven door een groot terras dat uitzicht geeft op de wijngaarden. Samen met zo’n kleine driehonderd vierkante meter aan zonnepanelen is Clerc Milon het eerste wijnhuis in de Bordeaux dat het certificaat HQE (High Environmental Quality), meest groene wijngaard, mag voeren: 100% biologisch-dynamische landbouw en duurzame technieken voor wijngaardbeheer.
De kelderruimte uit 2011 werd gebouwd in een kleine heuvel, waarbij de helft van de kelders ondergronds werd geplaatst. Zo blijft de kelder koel en wordt er optimaal gebruik gemaakt van het milieu. Er wordt tevens gewerkt aan de herbeplanting van de wijngaarden en aan een optische sortering van het versnipperde gebied. Al deze verbeteringen hebben duidelijk bijgedragen aan het creëren van een betere wijn bij Clerc Milon.
Naast deze groene activiteiten, vinden er ook allerlei technische innovaties plaats in Clerc Milon. Zo worden de druiven sinds 2017 door Ted geoogst, een robot ontwikkeld in samenwerking met Naio Technologies. Oorspronkelijk was Ted ontworpen om te helpen bij eenvoudigere, agrarische, groenteteelt. Maar met de juiste technologische innovaties werd Ted aangepast voor het oogsten van druiven.

## De wijnstokken
De grond waarop de wijnstokken groeien bestaat uit een mengsel van grind, kalksteen, zand en klei. Dezelfde grond als de buren Mouton-Rothschild en Lafite Rothschild. De wijnstokken zijn gemiddeld 53 jaar oud. Clerc Milon heeft echter nog oudere wijnstokken waaronder enkele carménère-wijnstokken die in 1947 zijn aangeplant. Het zijn de oudste nog overgebleven carménère wijnstokken in de hele Bordeaux-appellatie! Er zijn zelfs op het wijngoed oude cabernet sauvignon wijnstokken uit 1903!
De wijnstokdichtheid is gelijk aan die van het naburige Château Mouton-Rothschild met 10.000 wijnstokken per hectare. Om de wijn van Chateau Clerc Milon te produceren, vindt de vinificatie plaats in 40 roestvrijstalen temperatuurkuipen die een zeer nauwkeurige vinificatie van de wijngaarden van 45 ha wijnstokken mogelijk maken. Malolactische gisting vindt plaats in de tanks. De wijn van Château Clerc Milon rijpt tussen de 14 en 18 maanden in gemiddeld 40% nieuwe, Franse eikenhouten vaten. De hoeveelheid eikenhout en de tijd in het vat hangt af van het karakter van de oogst.
Als absolute topwijnen worden de wijnen uit 1962, 1963, 1970, 1975, 1976, 1996, 2000, 2003, 2005, 2006, 2008, 2009, 2010, 2012, 2014, 2015, 2016, 2017, 2018, 2019 en 2020 beschouwd. De productie bedraagt 16.000 flessen per jaar. De leiding op Château Clerc Milon is in handen van Jean-Emmanuel Danjoy, die op tijd voor het oogstjaar 2019 in dienst kwam van Château Mouton-Rothschild.

## Etiket
Het etiket van Clerc Milon is twee keer ingrijpend veranderd.
In 1970 toen de baron het wijngoed kocht, stond op het etiket een vrouw afgebeeld met een mand druiven op haar hoofd met een zwevend kroontje daarboven.
Vanaf 1983 wordt het etiket verlucht met een tekening van een miniatuur dat een paar danseressen uitbeeldt, een weelderig werk van een 17e-eeuwse goudsmid dat te bewonderen is in het museum van Mouton Rothschild. Dit kostbare miniatuur, gemaakt van goud, email en parels, behoorde toe aan Catharina II keizerin van Rusland, en is geïnspireerd op personages uit de Commedia dell'Arte. Barones Philippine de Rothschild koos het als het Clerc Milon-embleem vanwege haar liefde voor theater.